# Penya des Migdia
Der Penya des Migdia ist ein Gratgipfel auf dem Cap del Pinar im Nordosten Mallorcas, der die Buchten Badia de Pollença und Badia d’Alcúdia voneinander trennt.

## Lage und Umgebung
Die beiden Buchten Badia de Pollença und Badia d’Alcúdia werden durch einen ca. 6 km langen Gebirgszug voneinander getrennt, der im Cap del Pinar endet. 
Der höchste Punkt dieses Gebirgszuges ist der Talaia d’Alcúdia. Weiter niedrigere Graterhebungen sind La Falguera, Puig del Romaní und schließlich der Penya des Migdia.
Dessen Südseite wird auch Penya Roja genannt. 
Am Gipfel selbst befindet sich eine Kanone und verfallende Verteidigungsanlagen. Diese können über den Cami des Penya des Migdia auf teils ausgesetztem Steig erreicht werden.